# Sebt Ennabour
Sebt Ennabour (franska: Sebt Ennabour (CR), Sebt Ennabour (Commune Rurale), arabiska: ايبضر) är en kommun i Marocko.   Den ligger i provinsen Sidi Ifni och regionen Guelmim-Oued Noun, 600 km söder om huvudstaden Rabat. Antalet invånare är 8 325.